# Juntas de Conciliação e Julgamento
As Juntas de Conciliação e Julgamento, criadas por Getúlio Vargas em 1932, tinham como função pacificar os conflitos trabalhistas e aplicar a recém criada legislação trabalhista brasileira (que daria origem à CLT de 1943) embora não tenham inicialmente formado parte do Poder Judiciário do Brasil.
As Juntas tinham competência para conhecer e dirimir dissídios individuais trabalhistas, mas, por não formarem parte do Judiciário, não executavam suas decisões, que apenas serviam como fundamento para processo de execução a ser protocolado na Justiça Comum. 
Os julgadores tampouco gozavam das garantías inerentes à magistratura, podendo ser demitidos ad nutum, sem necessidade de oferta de qualquer fundamentação ou justificativa para o afastamento do julgador.
Faltavam às Juntas também a competência absoluta para anallisar os díssidios, podendo o Ministério do Trabalho, por meio de carta avocatória subtrair um processo da Junta para que fosse julgado pelo próprio Ministério.

## Composição
As Juntas de Conciliação e Julgamento eram compostas de forma paritária, havendo em cada Junta dois representantes classistas - um julgador indicado pelos sindicatos laborais e um pelos sindicatos patronais - chamados de "vogais" e um Juiz Presidente, de livre nomeação pelo Governo.
Com a autonomia da Justiça do Trabalho, a interferência do Poder Executivo foi eliminada, e o Juiz Presidente passou a ter todas as garantias da magistratura, sendo admitido por concurso público.

## Extinção
As Juntas de Conciliação e Julgamento, já consideradas órgãos do Poder Judiciário, sem qualquer subordinação ou interferência do Ministério do Trabalho ou qualquer outro órgão do Poder Executivo, foram extintas com a promulgação da Emenda Constitucional nº 24, de 9 de dezembro de 1999.